# Schloss Großkirchheim

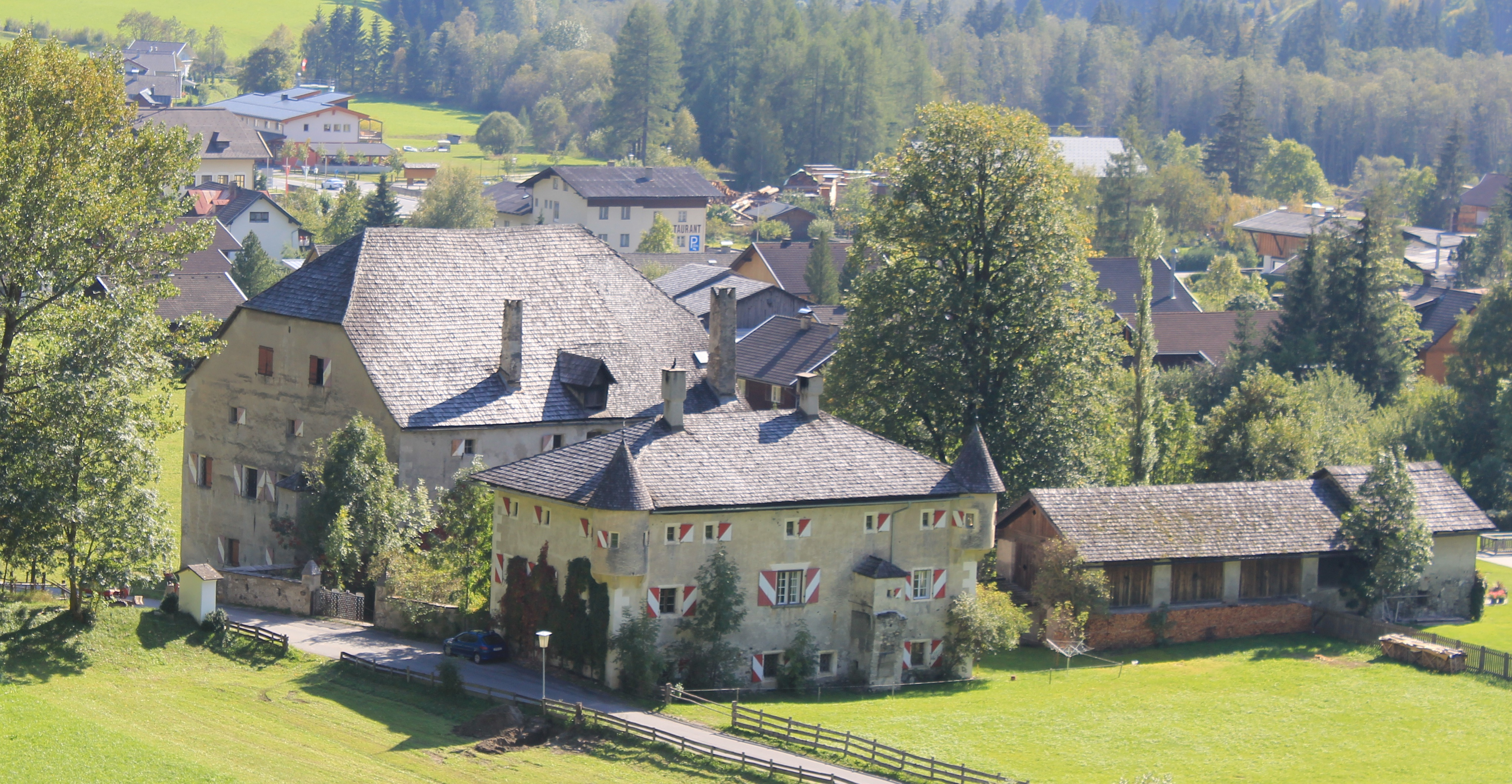
Schloss Großkirchheim (2011)

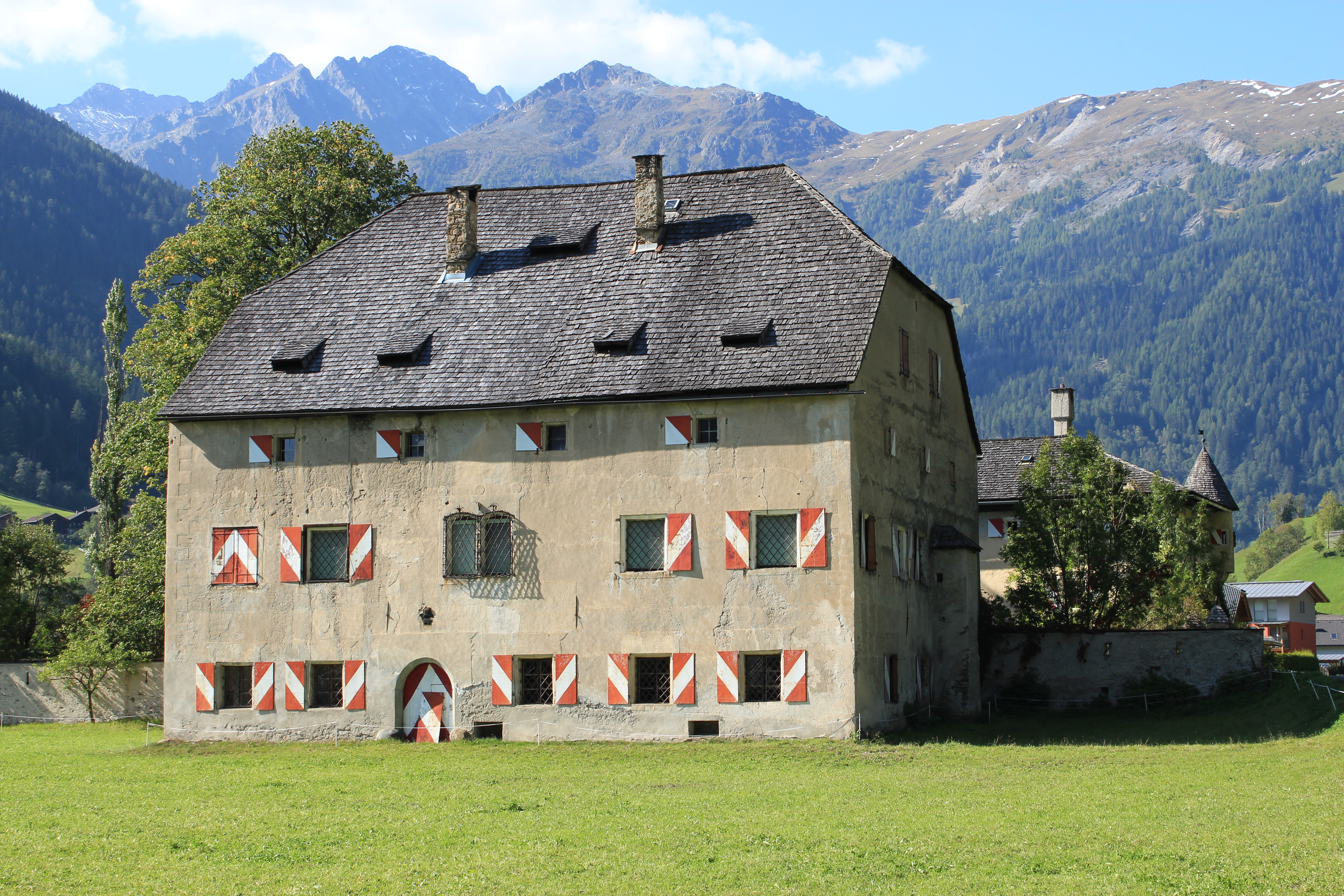
Südtrakt

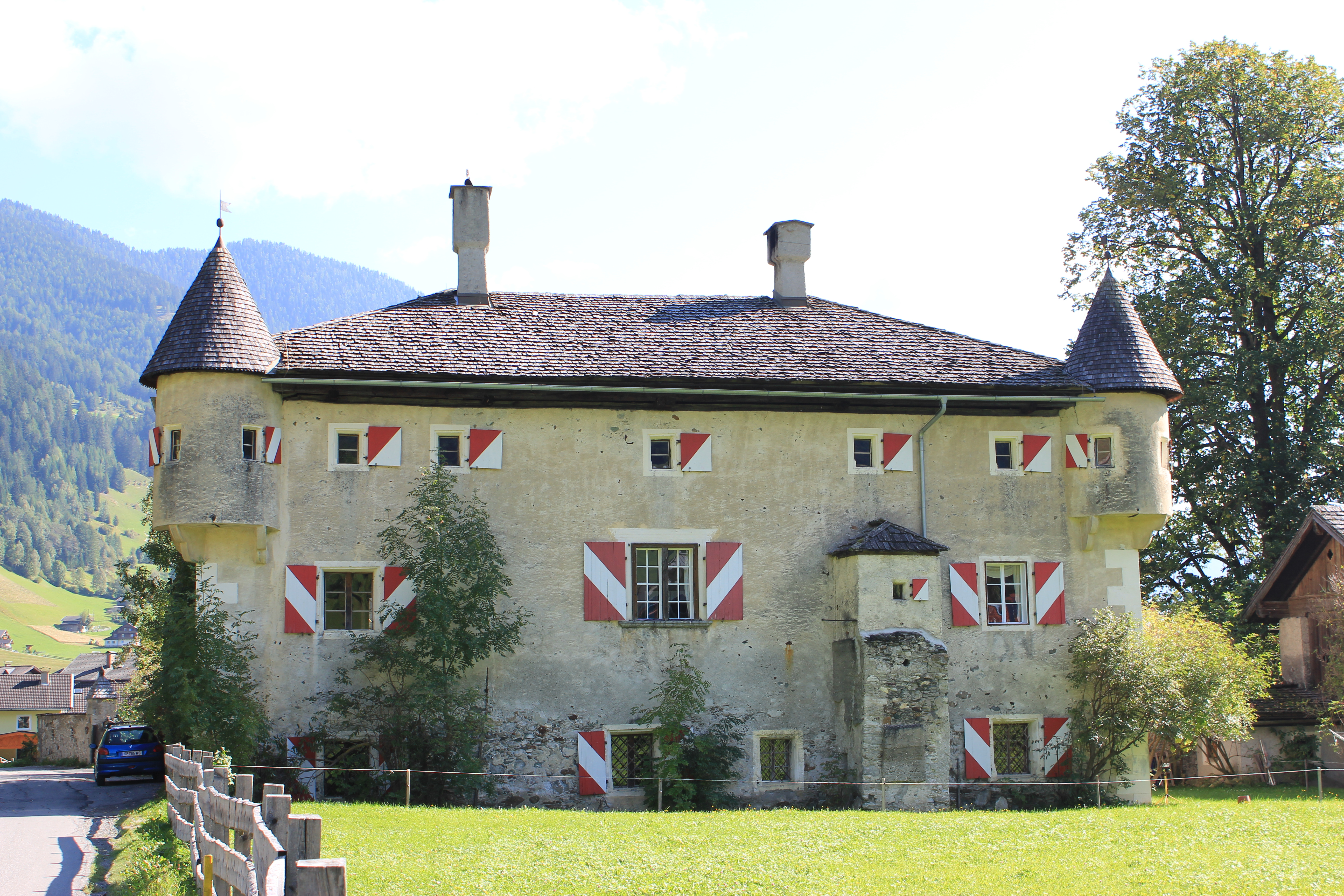
Nordtrakt

Das Schloss Großkirchheim in Döllach in der Gemeinde Großkirchheim ist eine Doppelschlossanlage.

## Geschichte
1150 wird erstmals ein „locus Chyrichaim“ urkundlich genannt. 1157 schenkten Reginher von Steierberg und seine Frau Petrissa dem Kloster Admont ihr Gut „apud Chyrichaim“. Im Frieden von Pusarnitz 1460 ging das Gut an die Habsburger. Mit dem Aufblühen des Edelmetallbergbaus zu Ende des 15. Jahrhunderts diente das Schloss „Kirchheimegg“ dem Bergrichter als Amtssitz. Melchior Putz, ein Gewerke aus Augsburg, ließ um 1550 das bestehende Gebäude umbauen und begann 1561 mit dem Bau des südlichen Schlosses, der der Jahreszahl am Wappenstein links vom Hauptportal nach 1576 abgeschlossen wurde. Mit dem Konkurs der Familie Putz kamen die beiden Schlösser in den Besitz von Martin Strasser von Neudegg und später an Matthias Jenner von Vergutz. Von 1680 bis 1770 gehörten die Schlösser der Familie Fromiller. Im 19. Jahrhundert wurde das nördliche Schloss verkauft, wurde zeitweilig als Brauhaus genutzt und kam schließlich in den Besitz der Gemeinde. Das südliche Schloss wurde 1869 von Josef Aicher von Aichenegg gekauft. Als es nicht mehr dauerhaft bewohnt war, diente es nach dem Hochwasser von 1935 etwa 200 Personen eine Zeit lang als Notquartier. 1956 wurde im südlichen Schloss vom damaligen Besitzer ein Heimat- und Goldbergbaumuseum eingerichtet, das nicht mehr besteht. Das nördliche Schloss ist im Besitz von Maria Hauser-Sauper und wird für kulturelle Veranstaltungen zur Verfügung gestellt.

## Baubeschreibung

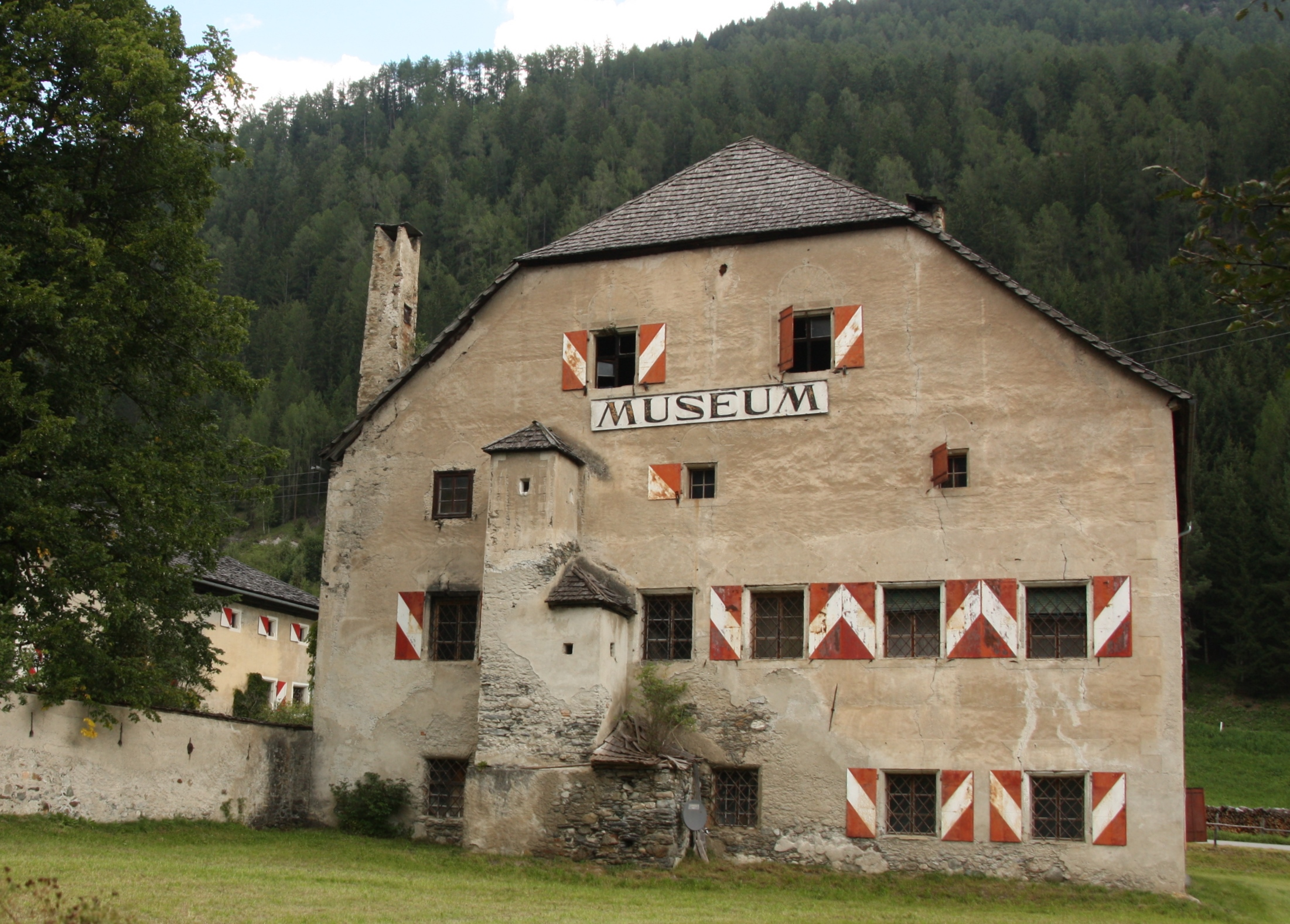
Westfassade des Südtraktes mit Abortanlage

Die Schlossanlage aus dem 16. Jahrhundert besteht aus zwei durch Hofmauern verbundene, dreigeschoßige Trakte. 
Der größere Südbau ist mit einem Krüppelwalmdach bedeckt. Das Gebäude hatte einen Kranaufzug, da es auch als Kastengebäude und Materiallager diente. An der Westseite sind noch drei geschoßweise versetzt gemauerte Aborte zu sehen. Eine um 1560 geschnitzte Kassettendecke aus dem Hauptsaal des Schlosses ist heute im Besitz von Schloss Frauenstein. An der nordwestlich anschließenden Hofmauer ist der Wappengrabstein des Caspar von Radmannsdorf aus dem 15. Jahrhundert angebracht.
Der Nordbau ist der ältere Teil und wird auch „Körberschlößl“, „Putzenschlößl“ oder auch „Bräuhaus“ genannt. Der Trakt mit Walmdach hat an den Ecken der Nordseite zwei türmchenartige Runderker über Kragsteinen mit Kegeldächern. Das abgefasste Rundbogenportal besitzt einen Sgraffitorahmen. Die Fenster des obersten Geschoßes und der östlichen Seitenfront sind spätgotisch abgefasst. Die Erdgeschoßräume sind gewölbt, im Vorhaus ist ein Tonnengewölbe mit Stuckrippennetz, im östlichen Eckraum ein vierjochiges Gewölbe mit Stuckrippenfenstern. Das Untergeschoß diente Wirtschaftszwecken, die getäfelten Stuben im Obergeschoß den herrschaftlichen Wohnzwecken.
Im Hof ist der Rest eines lutherischen Bethauses nur mehr schwer erkennbar. Das Bethaus, das mit einer Außenkanzel versehen war, wurde auf Veranlassung der Familie Putz erbaut und 1600 von der gegenreformatorischen Kommission des Seckauer Fürstbischofs Martin Brenner zerstört.